# 가와니시역 (오사카부)
가와니시역(일본어: 川西駅)은 일본 오사카부 돈다바야시시에 위치한 긴키 닛폰 철도 나가노 선의 철도역이다. 역 번호는 O 20이며, 단선 승강장 1면 1선의 구조를 갖춘 지상역이다.

## 이용 현황
- 2005년 11월 8일 : 4,211명
- 2008년 11월 18일 : 3,953명
- 2010년 11월 9일 : 3,634명
- 2012년 11월 13일 : 3,631명
- 2015년 11월 10일 : 3,760명

## 역 주변
- 스바루 홀
- 국도 제170호선 · 국도 제309호선
- 니시키오리 신사
- 이시 강

## 역사
- 1911년 8월 15일 : 고난 철도의 갓코마에 - 다키다니후도 간에, 가와니시역으로서 신설 개업.
- 1919년 3월 8일 : 사명 변경에 의해 오사카 철도로 사명 변경.
- 1920년
  - 4월 16일 : 영업 재개.
  - 9월 11일 : 쓰즈야마역으로서 영업 재개.
- 1933년 4월 1일 : 가와니시역으로 재개칭.
- 1943년 2월 1일 : 간사이 급행 철도가 오사카 철도로 합병, 이 회사 나가노 선의 역이 됨.
- 1944년 6월 1일 : 전시 통합에 의해 간사이 급행 철도가 난카이 철도와 합병, 긴키 닛폰 철도 나가노 선의 역이 됨.
- 1982년 9월 12일 : 국도 제309호선과의 입체 교차화에 의해 고가화 공사 완료.
- 2007년 4월 1일 : PiTaPa 사용 개시.

## 인접 역
| 긴키 닛폰 철도 나가노 선             | 긴키 닛폰 철도 나가노 선 | 긴키 닛폰 철도 나가노 선           |
| ------------------------------------ | ------------------------ | ---------------------------------- |
| O19 돈다바야시니시구치 후루이치 방면 | O 나가노 선              | 다키다니후도 O21 가와치나가노 방면 |